# Atribut
În gramatică, atributul este o parte secundară de propoziție care determină un substantiv sau altă parte de vorbire cu valoare de substantiv (pronume, numeral), individualizând cuvântul determinat prin calificare, identificare, clasificare sau descriere. Determinatul atributului poate fi orice parte de propoziție, în afara predicatului verbal.
Atributul este de rang inferior față de celelalte părți de propoziție subordonate prin faptul că poate fi eliminat de pe lângă determinatul său fără ca propoziția să devină incorectă gramatical. Exemplu în limba maghiară: Sült kenyeret vettem „Am cumpărat pâine coaptă” → Kenyeret vettem „Am cumpărat pâine”. Există totuși cazuri când atributul nu poate lipsi. Exemplu din limba muntenegreană: Radimo u nemogućim okolnostima „Muncim în condiții imposibile”. *Radimo u okolnostima „Muncim în împrejurări” nu este corect.

## Tipurile de atribut după înțeles
Delimitarea și clasificarea tipurilor de atribut nu este unitară în gramaticile a diverse limbi, și nici în cele ale aceleiași limbi. Este comună în ele constatarea că prin atribut se exprimă:
- o calificare, o calitate (răspunde la întrebarea ce (fel de)?): ro  pisică neagră[5], fr  une ville géante „un oraș uriaș”[6], en  glass bottles „butelii, flacoane din sticlă”[7], sr  prašnjavi put „drum prăfuit”[8], hu  ügyes csapat „echipă isteață”[9];
- o identificare (întrebarea care?): ro  făina aceasta[5], fr  les gens d’alors „oamenii de atunci”[10], en  this idea „ideea aceasta”[7], sr  četvrto poglavlje „capitolul patru”[8], hu  ebben a pillanatban „în momentul acesta”[9];
- o cantitate (întrebarea cât, -tă, -ți, -te?): ro  tustrei copiii[11], fr  les quatre points cardinaux „cele patru puncte cardinale”[12], en  enough exits „destule ieșiri”[7], cnr  s mnogim strancima „cu mulți străini”[13], hu  három könyv „trei cărți”[9].

Atributul de identificare are și un subtip ce exprimă un posesor sau un animat ori inanimat indentificabil cu un posesor (întrebările al/a/ai/ale cui? sau care?): ro  cartea elevului, fr  les sources de Racine „sursele lui Racine”, en  my bag „geanta mea”, cnr  komšijina kuća „casa vecinului”, hu  a lány babája „păpușa fetei”.

## Tipurile de atribut după partea de vorbire care îl exprimă

### Atributul adjectival
Atributul se exprimă cel mai adesea printr-un adjectiv. Acesta poate fi în primul rând unul propriu-zis: ro  fată frumoasă, fr  une table ovale „o masă ovală”, en  small bottles „sticle mici”, sr  gradski saobraćaj „trafic urban”, hu  ügyes gyerek „copil isteț”.
Unele gramatici consideră atribut adjectival și pe cel exprimat prin cuvinte alte părți de vorbire folosite cu valoare adjectivală:
- atribut adjectival-participial: ro  timp pierdut[11], fr  le moment attendu „momentul așteptat”[6], en  stolen bottles of whisky „sticle de whisky furate”[16], sr  prošla sezona „sezonul trecut”[8], hu  összetörött pohár „pahar spart”[9];
- atribut adjectival-numeral: ro  zece oameni[11], fr  le vingtième siècle „secolul al XX-lea”[17], en  two hundred and fifty passengers „250 de pasageri”[16], sr  četvrto poglavlje „capitolul IV”[8], hu  három kislány „trei fetițe”[9];
- atribut adjectival-pronominal: omul acesta[11], fr  un autre livre „(o) altă carte”[18], en  every photo „fiecare fotografie”[7], sr  tvoje naočare „ochelarii tăi”[8], hu  valamelyik könyv „careva carte”[9].

În gramatici ale limbii române se mai ia în seamă și atributul adjectival-gerunzial, în cazul căruia forma de gerunziu este acordată: mână tremurândă.

### Atributul substantival
Unul din tipurile de atribut substantival este cel de identificare exprimând posesorul determinatului. În funcție de limbă, acest atribut se exprimă prin mai multe procedee.
În română, posesorul se poate exprima prin substantiv în cazul genitiv, cu sau fără articol posesiv: cartea elevului, o carte a elevului. În limbile din diasistemul slav de centru-sud (bosniacă, croată, muntenegreană, sârbă, pe scurt BCMS) există o construcție asemănătoare, în paralel cu cea cu adjectiv numit posesiv, derivat din substantivul ce exprimă posesorul: cnr  komšijina kuća „casa vecinului” ~ Kupio je kuću našega komšije „A cumpărat casa vecinului nostru”. Engleza, limbă numai cu vestigii ale declinării, mai păstrează exprimarea posesorului, în general persoană, cu substantiv la cazul genitiv (the boy's book „cartea băiatului”), dar care este în concurență cu exprimarea sa prin substantiv cu prepoziția of: the car of the general „mașina generalului”. În limbi cu declinare și mai redusă, cum este, de pildă, franceza, construcția analogă cu aceasta din urmă este generală: les romans de Zola „romanele lui Émile Zola”.
În maghiară, atributul substantival ce exprimă posesorul poate fi prezent în două construcții sinonime sintactice, ambele standard:
- determinant abstract + atributul la nominativ + obiectul posedat prevăzut cu un sufix personal posesiv ce exprimă persoana posesorului, în acest caz a III-a: a fiú könyve „cartea băiatului” (literal „băiatul carte-sa”);
- determinant abstract + atributul la dativ + determinant abstract + obiectul posedat prevăzut cu sufix posesiv: a fiúnak a könyve (lit. „băiatului cartea-sa”).

În română mai există și posesorul exprimat cu substantiv la cazul dativ, obiectul posedat fiind nearticulat, ex. martor suferințelor mele, dar această construcție este arhaică.
Atributul substantival în genitiv nu exprimă totdeauna posesorul, anume atunci când determinatul este un substantiv derivat de la un verb, iar atributul exprimă obiectul acțiunii numite de determinat. Acest genitiv este numit obiectiv, ex. ro  traversarea străzii, hr  berba grožđa „culesul strugurilor”.
Alte feluri de atribute substantivale decât cel care exprimă posesorul sunt și în română exprimate prin prepoziție + substantiv. Majoritatea prepozițiilor cer cazul acuzativ (luptă pentru existență, cană cu apă, zi de iarnă). Substantive provenind de la verbe pot avea atribut format din prepoziție + substantiv la genitiv (mers împotriva vântului) sau prepoziție + substantiv la dativ: venirea la serviciu potrivit graficului, livrarea producției conform planului.
Și în celelalte limbi menționate aici sunt atribute substantivale cu cuvânt gramatical sau fără, altele decât exprimând posesorul. În franceză, acestea sunt cu prepoziție: un chien de berger „un câine ciobănesc”. De asemenea în BCMS: sirup protiv kašlja „sirop împotriva tusei”. În engleză există și cu prepoziție [the day at the sea „ziua (petrecută) la mare”], și fără prepoziție, antepuse determinatului: soup dishes „farfurii pentru supă”. O construcție analogă, fără postpoziție, există și în maghiară: férfi vendég „client bărbat”.
În maghiară, construcției cu atribut substantival cu prepoziție din alte limbi îi corespund mai frecvent alte construcții:
- adjectiv derivat din substantiv + determinat: a hivatali főnök „șeful de la instituție”[9];
- substantiv + adjectiv derivat din postpoziție + determinat: a ház melletti diófa „nucul de lângă casă”[9];
- cuvânt compus: tornászcsapat „echipă de gimnastică”, ivóvíz „apă de băut”, mozgásérzékelő „senzor de deplasare”[27].

### Atributul pronominal
Pronumele fiind un substitut al substantivului, atributul pronominal are aproximativ aceleași specii ca cel substantival:
Acest tip de atribut exprimă prin pronume propriu-zise mai ales posesorul. În română, poate fi:
- un pronume personal:
  - la genitiv fără articol posesiv, determinatul fiind articulat hotărât (cartea lui, prietenii ei), construcție sinonimă cu substantiv + adjectiv posesiv: cartea sa, prietenii săi;
  - la genitiv cu articol posesiv, determinatul fiind articulat nehotărât (o carte a lui, niște prieteni ai ei), sinonime cu substantiv + pronume posesiv: o carte a sa, niște prieteni ai săi;
  - la dativ fără prepoziție (forme neaccentuate ale pronumelui): Ei ne cunosc obiceiurile;
- un pronume reflexiv:
  - la dativ fără prepoziție (forma neaccentuată a pronumelui): El și-a schimbat propria părere;
- un pronume demonstrativ sau nehotărât:
  - la genitiv fără prepoziție: cartea acestuia[29], datoriile fiecăruia[30];
  - la genitiv fără prepoziție, cu articol posesiv: sensul a ceva confuz[29];

Atributul pronominal poate fi și de calificare sau de identificare. Exemple în română:
- la genitiv cu locuțiune prepozițională: din dreptul acestuia;
- la genitiv cu locuțiune prepozițională: muncă în folosul altuia;
- la dativ fără prepoziție: livrare de mărfuri altora;
- la acuzativ cu prepoziție: o fată ca tine, mulțumirea de sine[29].

Atribute pronominale în alte limbi:
- fr :
  - un ami à moi (pronume personal cu prepoziția à) „un prieten de-al meu” [31];
  - un homme comme moi (pronume personal cu prepoziție) „un om ca mine”[32];
  - le sentiment de celui-ci (pronume demonstrativ cu prepoziție) „sentimentul acestuia”[33];
- en : someone's coat (pronume nehotărât la genitiv) „paltonul cuiva”[34];
- hr : Djevojčica si prekrije lice rukama (pronume reflexiv în dativ posesiv) „Fetița își acoperă fața cu mâinile”[35];
- hu [9]:
  - a te dolgod (pronume personal la nominativ + determinatul cu sufix personal posesiv de persoana pronumelui) „treaba ta”;
  - kinek a feladata lesz? (pronume interogativ la dativ + articol hotărât + substantiv cu sufix posesiv de persoana a III-a) „a cui sarcină e asta?”.

### Atributul verbal
În română, acest tip de atribut se exprimă prin verb la gerunziu neacordat (oameni suferind de foame), la infinitiv cu prepoziție (bucuria de a trăi) sau la supin: casă de locuit.
În alte limbi:
- fr : la joie de vivre (infinitiv cu prepoziție) „bucuria de a trăi”[32];
- en :
  - the right to vote (infinitiv cu prepoziție) „dreptul de vot” (lit. „… de a vota”)[26];
  - cooking oil (gerunziu antepus determinatului) „ulei de gătit”[16];
- hu [9]:
  - itt az ideje befejezni (infinitiv postpus determinatului cu sufix posesiv de persoana a III-a) „este timpul să se termine”;
  - lehulló levél (participiu prezent) „frunză care cade”;
  - megtanulandó vers (participiu viitor) „poezie de învățat”.

### Atributul adverbial
Atributul adverbial este de multe ori al unui substantiv nume de acțiune. Exemple în câteva limbi:
- ro :
  - mersul alene (adverb fără prepoziție)[29];
  - mersul pe jos (locuțiune adverbială)[29];
  - ziarul de ieri (adverb cu prepoziție)[36];
- fr : les gens d’alors (adverb cu prepoziție) „oamenii de atunci”[10];
- en : the people inside (adverb fără prepoziție) „oamenii dinăuntru”[7];
- sr : kretanje nizbrdo (adverb fără prepoziție) „deplasare în jos”[37].

În maghiară, atributului adverbial îi corespunde un atribut adjectival derivat din adverb, ex. mai „de azi”, tegnapi „de ieri”, kinti „de afară”.

### Chestiunea atributului numeral
Dat fiind că numeralele constituie o clasă de cuvinte eterogenă din punct de vedere morfologic și sintactic, comportându-se, în diferite situații, fie ca adjective, fie ca substantive, fie ca pronume, fie ca adverbe, în funcție de specia de numeral despre care este vorba, unii gramaticieni români, de exemplu Mioara Avram, nu iau în seamă un atribut numeral aparte, ci încadrează atributul exprimat prin numeral cu valoare adjectivală în atributul adjectival (ex. a doua carte), iar pe cel exprimat prin numeral cu valoare substantivală în atributul substantival (ex. un grup de zece). Alți autori, de exemplu Ion Bărbuță și Elena Constantinovici, delimitează adjectivul numeral. Iarăși alții, de exemplu Narcisa Forăscu, nu folosesc termenul „atribut numeral”, ci numai explică prin ce părți de vorbire se exprimă atributul, incluzând numeralul printre ele.

## Tipurile de atribut după structură
Atributul simplu este dat de un singur cuvânt. Astfel sunt cele mai multe exemple de mai sus.
Atributele formate din mai mult de un cuvânt pot avea mai multe structuri, unele comune în mai multe limbi, altele specifice unora.
Atributul multiplu este format din două sau mai multe cuvinte cu raport de coordonare între ele: ro  cele trei bărci lungi, negre și înguste, fr  des dents blanches et petites „dinți albi și mici”, en  two hundred and fifty passengers „două sute cincizeci de pasageri”, hr  Ništa na svijetu nije ljepše od mladog, zdravog i pravilnog tijela! „Nimic nu e mai frumos pe lume decât un corp tânăr, sănătos și armonios!”, hu  magas, szőke férfi „bărbat înalt și blond”.
Atributul dezvoltat conține mai multe cuvinte între care există un raport de subordonare la origine: ro  cal iute de picior, fr  fille aux yeux d’or „fată cu ochi de aur”, en  china soup dishes „farfurii pentru supă din porțelan”, sr  devojka plave kose „fată cu părul blond”, hu  barna kalapos hölgy „doamnă cu pălărie maro”.
Atributul prepozițional este constituit dintr-un cuvânt cu prepoziție sau locuțiune prepozițională, și eventual un determinant abstract. Se găsește în următoarele limbi menționate în acest articol:
- ro : muncă în folosul altuia (locuțiune prepozițională + pronume)[11];
- fr : un cor de chasse (prepoziție + substantiv) „corn de vânătoare”[24];
- en : the car of the general (prepoziție + determinant abstract + substantiv) „mașina generalului”[20];
- cnr : klupa na dvorištu (prepoziție + substantiv) „banca din curte”[25].

Atributul complex este, după Constantinescu-Dobridor 1998, cel alcătuit dintr-o parte de vorbire cu sens lexical suficient, precedată de un adverb modalizator de precizare, de întărire, de exclusivitate sau de aproximație: Sosirea ei chiar azi ar rezolva problema, Avea un bici tot de curele, Am ales strugurii exclusiv copți, Drumul cam cotit ne obosea.
În maghiară mai sunt atribute formate din mai multe cuvinte cu următoarele structuri:
- substantiv + adjectiv derivat din postpoziție: a ház melletti diófa „nucul de lângă casă”[9];
- substantiv + verb la participiu prezent (mai frecvent cel corespunzător lui „a fi”): a fertőzéstől való félelem „teama de molipsire”, a téren lévő pódium „podiumul din piață”[45], említésre méltó eset „caz demn de menționat”[46].

## Atribut și apoziție
În unele gramatici, apoziția este considerată un tip de atribut, în altele sunt considerate atribute numai unele tipuri de apoziții, iar în altele, apoziția apare ca o parte de propoziție aparte. Pe de altă parte, gramaticile nu sunt unitare în a stabili ce este apoziție și ce este atribut în anumite construcții. Ar fi vorba de atribut izolat în construcții precum:
- cu atributul postpus determinatului:
  - ro : Rusanda, îmbujorată, stătea la fereastră[50];
  - fr : Saint Pierre, rageur, dut suspendre l’exécution de sa sentence „Sfântul Petru, mânios, trebui să amâne executarea sentinței” (Marcel Aymé)[42];
- cu atributul antepus:
  - ro : Fericit, el locuiește un măreț palat de vară (Vasile Alecsandri)[50];
  - fr : Heureuse, elle eût été ravissante „(Dacă ar fi fost) fericită, ar fi fost încântătoare” (Honoré de Balzac)[51].

După Balogh 1999 sau Kálmánné Bors și A. Jászó 2007, este apoziție acel atribut care este izolat de determinat și postpus acestuia. Acesta poate fi un adjectiv (Vettem csizmát, pirosat), fiind transformabil în atribut adjectival propiu-zis, care nu este izolat și este totdeauna antepus: Vettem piros csizmát. Ambele construcții corespund cu una singură în română: „Am cumpărat cizme roșii”.

## Caracteristici ale sintagmei cu atribut
Din punctul de vedere al locului atributului altul decât cel apozițional față de determinatul său, există diferențe notabile între limbi.
- În română și în franceză, locul atributului adjectival este în general după determinat, dar poate fi și înaintea acestuia, iar atributul prepozițional este totdeauna postpus.
- În BCMS, ordinea este de regulă atribut adjectival + determinat, dar sunt și excepții, atributul prepozițional fiind totdeauna postpus și în acestea.
- În engleză, atributul adjectival și cel substantival fără prepoziție sunt antepuse, iar cel prepozițional postpus.
- În maghiară, toate atributele sunt antepuse.

În privința acordului cu determinatul al atributului adjectival neizolat sunt de asemenea diferențe între limbi.
- În română și în BCMS, atributul se acordă în gen, număr și caz cu determinatul.
- În franceză, acordul se face numai în gen și număr.
- În engleză, atributul adjectival este invariabil, cu excepția adjectivului demonstrativ, care se diferențiază în număr: this carpet „covorul acesta”, these carpets „covoarele acestea”, that colour „culoarea aceea”, those colours „culorile acelea”[52].
- Nici în maghiară nu se face acordul atributului adjectival, cu aceeași excepție. În aceasta, acordul constră în faptul că adjectivul demonstrativ primește aceleași sufixe și postpoziții ca determinatul: ebben a pillanatban „în acest moment”, az előtt a ház előtt „în fața acelei case”, azok a gyerekek „copiii aceia”, ezé a kislányé „al/a/ai/ale fetiței acesteia”[9].

Atributul adjectival izolat se acordă de asemenea în română și în franceză, precum și în maghiară.